# Cormontreuil
Cormontreuil ist eine Gemeinde im Nordosten Frankreichs in der Region Grand Est und im Département Marne. Cormontreuil gehört zum Arrondissement Reims und ist Teil des Kantons Reims-8. Die Einwohner werden Cormontreuillois(e) genannt.

## Geografische Lage
Cormontreuil ist eine banlieue südöstlich von Reims. Umgeben wird Cormontreuil von den Nachbargemeinden Reims im Norden und Westen, Taissy im Osten und Südosten sowie Trois-Puits im Süden.
Durch das Gemeindegebiet führen die Autoroute A4 und die Autoroute A34.

## Geschichte
Die ersten Nachrichten von einem Ort an dieser Stelle datieren auf das Jahr 850. Erwähnt wird der Ort als Curtis Monasteriolis.
| Jahr      | 1962 | 1968 | 1975 | 1982 | 1990 | 1999 | 2006 | 2018 |
| Einwohner | 1343 | 1602 | 3601 | 6080 | 5745 | 6390 | 6238 | 6488 |

## Sehenswürdigkeiten
- Kirche Saint-André, begründet 1159
- Château Dauphinot, 1877 erbaut
- Herrenhaus, 17. Jahrhundert

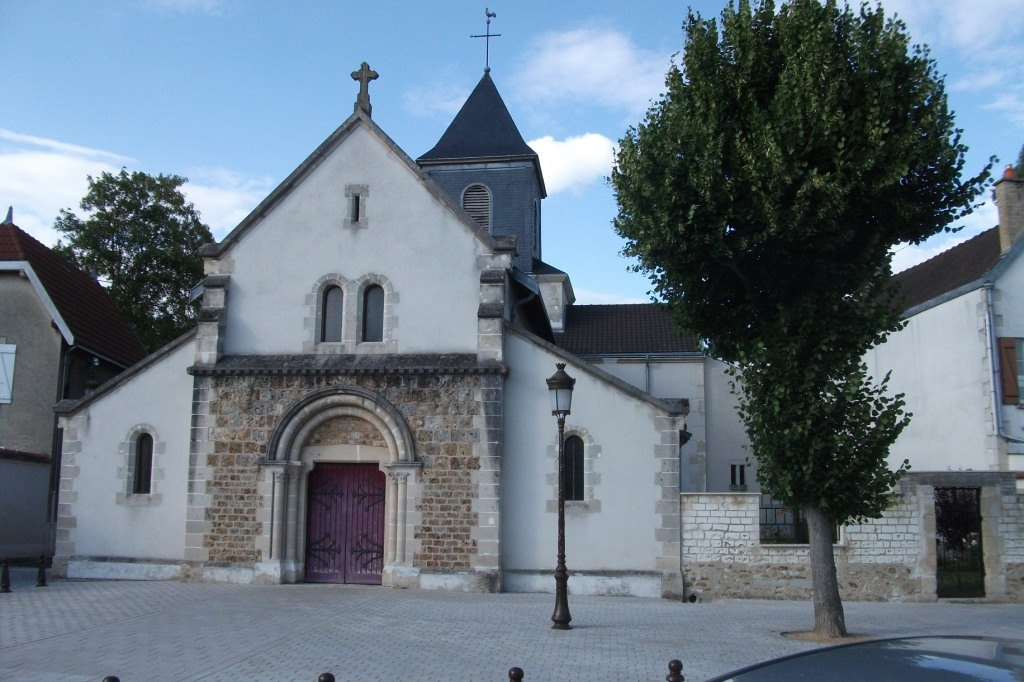
Kirche Saint-André
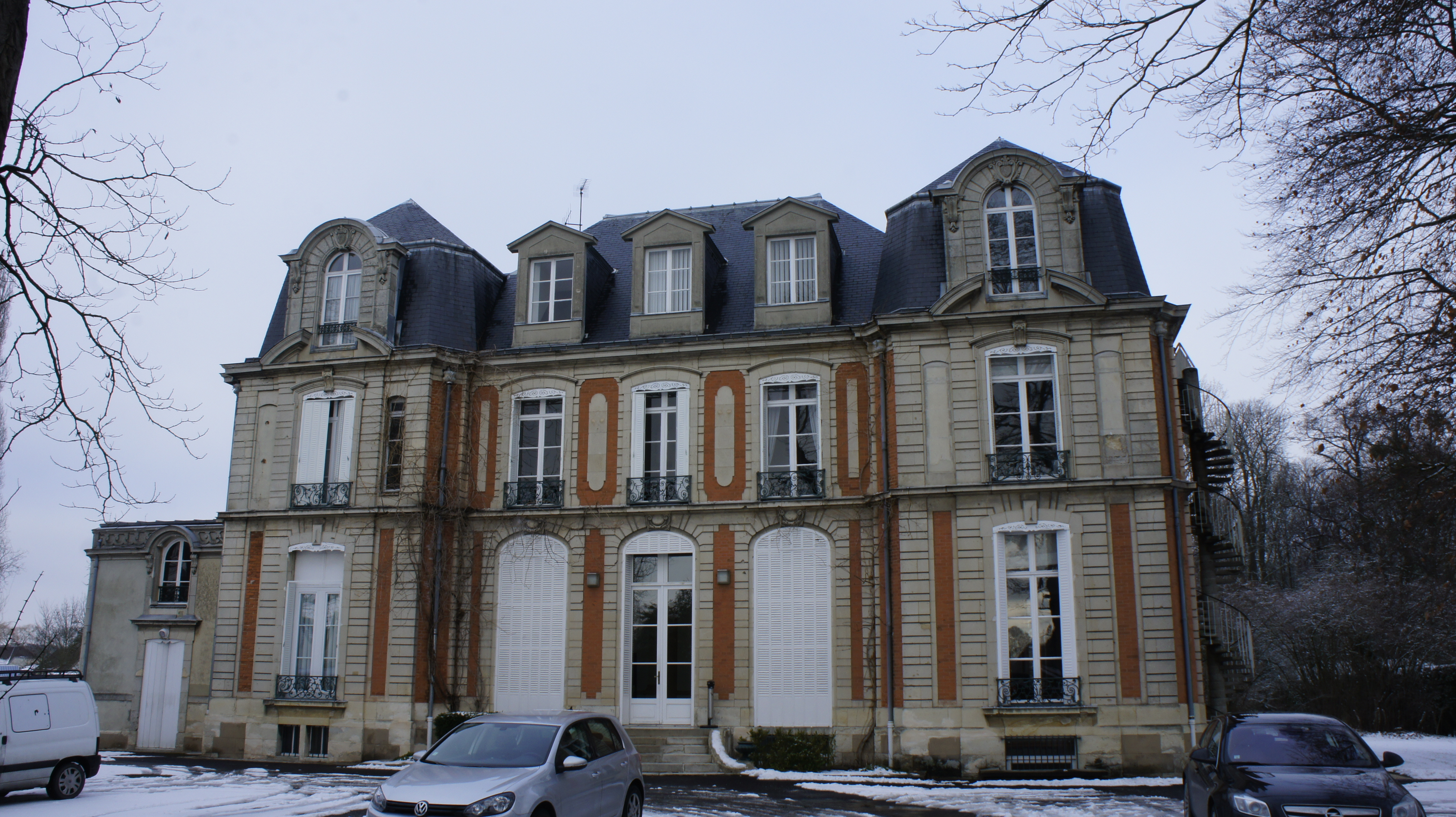
Château Dauphinot
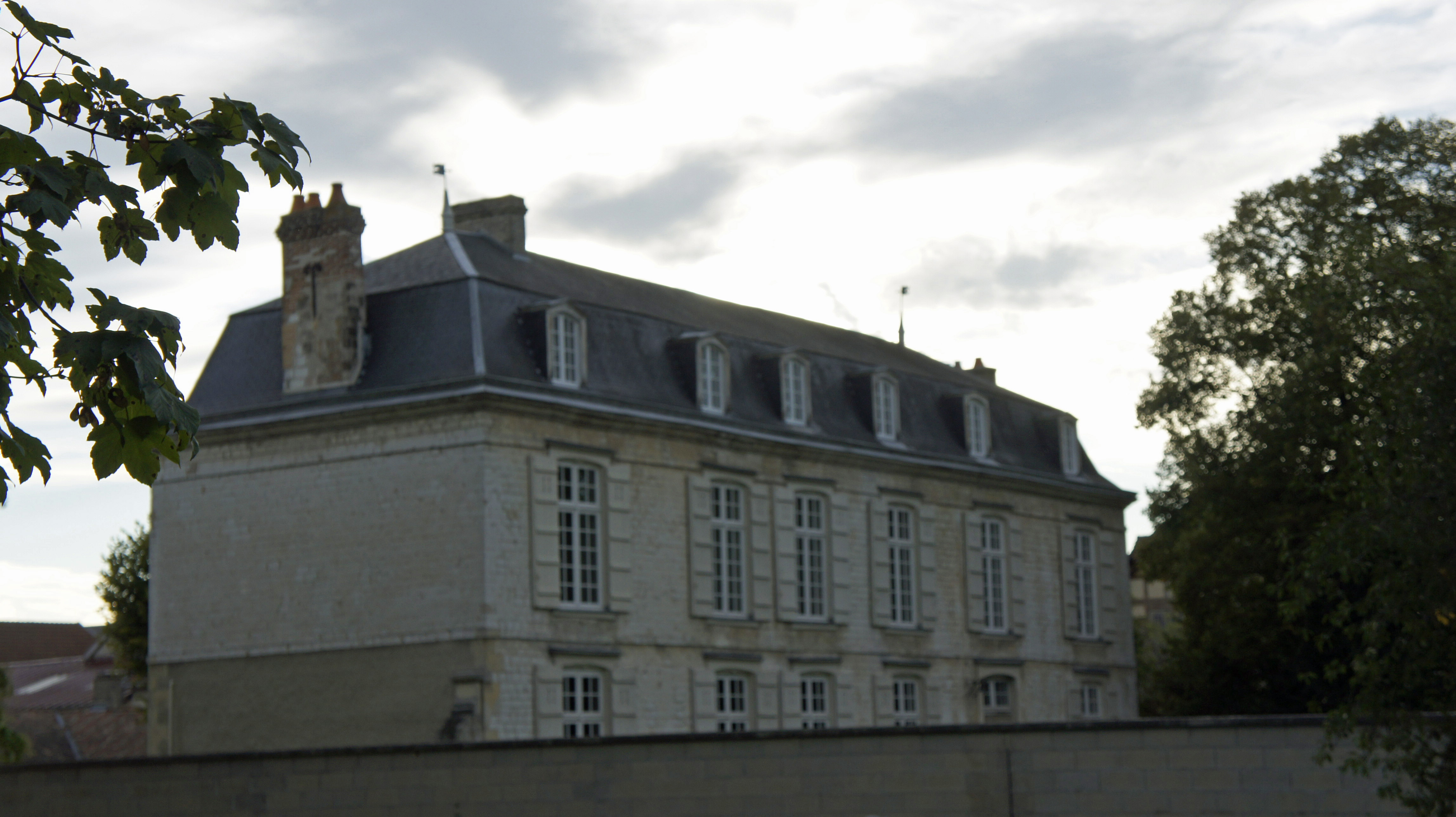
Herrenhaus